# Alexa Internet

Alex Internet logo

Alexa Internet was een Amerikaans bedrijf dat via zijn website informatie over internetverkeer aanbood. Het was gevestigd in Californië en een dochterbedrijf van Amazon.com. Na aankondiging van Amazon is de dienst op 1 mei 2022 gestopt.

## Geschiedenis
Alexa Internet werd opgericht in 1996 door Brewster Kahle en Bruce Gilliat als een commerciële toepassing van het Internet Archive. Alexa Internet creëerde een toepassing voor het genereren van verwante internetpagina's gebaseerd op het surfgedrag van internetgebruikers. Deze toepassing kan gebruikt worden op webbrowsers zoals Internet Explorer en Netscape Navigator. Ingenieurs van Alexa hebben de Wayback Machine van Alexa ontworpen. Alexa voorziet Internet Archive ook van webcrawls.
In 1999 werd Alexa opgekocht door Amazon.com voor ongeveer 250 miljoen dollar.
Alexa verzamelt informatie over gebruik van het web via de Alexa Toolbar. Dit laat hen toe statistieken te voorzien over internetverkeer, en voor een bepaalde webpagina verwante pagina's te tonen. Deze toepassing heeft een slechte reputatie bij antispywareprogramma's omdat het informatie over zoekgewoonten verzamelt.
Via de site van Alexa kon men voor een bepaalde website verwante pagina's en gegevens over hun internetverkeer opvragen. Alexa begon in de lente van 2002 samen te werken met Google, en met het Open Directory Project in januari 2003. Windows Live Search verving Google als een bron van zoekresultaten in mei 2006. Tot 1 mei 2022 was Alexa een op Windows Live Search-gebaseerde zoekmachine, een internetgids gebaseerd op Open Directory, en een bron van informatie over het verkeer naar specifieke websites.
In december 2005 stelde Alexa zijn uitgebreide zoekindex en webcrawlerfaciliteiten open voor andere programma's door middel van een uitgebreide set van internetdiensten en toepassingsinterfaces. Deze zouden bijvoorbeeld gebruikt kunnen worden voor bijvoorbeeld verticale zoekmachines te ontwikkelen die actief zijn vanop Alexa's eigen servers, of elders.

## Kritiek
Zoals reeds aangestipt is er ook (forse) kritiek op de software. De Alexa software installeert zich namelijk zonder toestemming of medeweten van de gebruiker op zijn machine, en verzamelt gegevens over diens individueel surfgedrag eveneens zonder zijn toestemming of medeweten. Derhalve moet Alexa dan ook gerangschikt worden onder "spyware".
Alexa wordt door diverse antispywareprogramma's als zodanig herkend en (optioneel) verwijderd, bijvoorbeeld het programma Ad-Aware.

## Alexa's rangschikking van internetpagina's
Alexa rangschikt websites op basis van bezoeken van gebruikers van de Alexa Toolbar, die enkel beschikbaar is voor Internet Explorer en manueel moet geïnstalleerd worden. Er is controverse over hoe representatief die gebruikers zijn voor de doorsnee internetgebruiker. Als zij representatief zouden zijn voor de populatie van internetgebruikers zou de rangschikking redelijk nauwkeurig zijn. In de realiteit zorgt deze manier van werken echter voor afwijkende trends te wijten aan een voorgeselecteerde doelgroep. Alexa erkent dit.
| Afwijking ten voordele van sites die in de lijsten van Alexa staan.                                            |  | Websites die vertegenwoordigd zijn op Alexa.com zijn oververtegenwoordigd. |
| Andere browsers dan Internet Explorer en Firefox worden genegeerd.                                             |  | Gebruikers die een andere browser dan Internet Explorer of Firefox gebruiken zijn niet vertegenwoordigd. Bijgevolg worden Opera- Safarigebruikers, of mensen die mobiel internetten, genegeerd. |
| Sterke trend in het nadeel van niet-Windowsgebruikers.                                                         |  | Hoeveel deze juist bedraagt is niet geweten, maar het bestuurssysteem heeft een sterke invloed op de statistieken omdat bijna alle gebruikers van Internet Explorer ook Microsoft Windows gebruiken. Dit beïnvloedt dan weer de sites die zij bezoeken en zorgt voor fouten over het verkeer naar sites die gebruikers van andere besturingssystemen (zoals Linux en OS X) bezoeken. |
| Het negeren van bezoeken aan sites die gebruikmaken van het beveiligde https, RSS en andere niet-HTML-bronnen. |  | Bezoeken aan beveiligde pagina's (https:) en nieuwskanalen (via RSS) worden niet in rekening gebracht. Sommige sites bieden veel van dit soort bronnen aan. Bovendien kan de Alexa Toolbar niet geïnstalleerd worden op RSS-diensten, en werkt het niet op sites die zowel html als RSS gebruiken.                                                                                   |
| Het negeren van de gebruikers die de Toolbar niet gebruiken.                                                   |  | Internetgebruikers die deze balk niet installeren worden niet vertegenwoordigd. Dit is van belang voor bijna alle gebruikers in bedrijven, mensen die surfen voor hun werk, en de meeste gebruikers van openbare computers zoals in bibliotheken. |
| Het negeren van gebruikers die spyware/adware gebruiken.                                                       |  | Deze toepassingen verhinderen het gebruik van de Alexa Toolbar, en dus kunnen de gebruikers van zulke programma's niet opgenomen worden in de dataverwerking. |
| Afwijking ten gevolge van de ervaring van de internetgebruiker.                                                |  | De ervaring van de internetgebruiker heeft een invloed op heel wat van bovenstaande categorieën; ze gebruiken minder Microsoft, andere browsers, en gebruiken meer adware en spyware. |
Als een gevolg van al deze factoren kunnen bepaalde sites erg laag terechtkomen in de rangschikking, bijvoorbeeld als hun bezoekers veel andere browsers dan IE gebruiken, Mac OS gebruiken, enzovoort. Hetzelfde geldt voor sites die bezorgd zijn over privacy en werken met https.
Komt daarbij dat de populatie in deze steekproef erg klein is in vergelijking met het totaal aantal surfers, waardoor bijvoorbeeld sites met weinig internetverkeer compleet in de rangschikking kunnen ontbreken. Een andere zorg is dat de rangschikking te manipuleren is door bijvoorbeeld een site op een browser in te stellen als startpagina en de Toolbar te installeren.
Alexa is wat de meeste sites betreft echter een belangrijke en (meestal) onafhankelijke bron van informatie over internetverkeer. Er kan uit worden afgeleid dat het verkeer niet minder is dan Alexa aangeeft, maar het kan veel meer zijn, omdat een (groot) deel van de surfers niet in rekening wordt gebracht. Onterecht wordt de rangschikking van Alexa vaak verkeerd geïnterpreteerd als een exacte of benaderende weergave van de populariteit van websites. Het blijft een benadering op basis van een steekproef.